# Alphabetische Liste der Asteroiden/D
| Alphabetische Liste der Asteroiden – D |                          |
| Nummer und Name                        | Gruppe / Typ             |
| (55720) Daandehoop                     | Hauptgürtel              |
| (313921) Daassou                       | Hauptgürtel              |
| (16154) Dabramo                        | Hauptgürtel              |
| (3611) Dabu                            | Hauptgürtel              |
| (7217) Dacke                           | Hauptgürtel              |
| (1864) Daedalus                        | Apollo-Typ               |
| (11571) Daens                          | Hauptgürtel              |
| (18349) Dafydd                         | Hauptgürtel              |
| (2297) Daghestan                       | Hauptgürtel              |
| (1669) Dagmar                          | Hauptgürtel              |
| (3256) Daguerre                        | Hauptgürtel              |
| (13283) Dahart                         | Hauptgürtel              |
| (16996) Dahir                          | Hauptgürtel              |
| (6223) Dahl                            | Hauptgürtel              |
| (6945) Dahlgren                        | Hauptgürtel              |
| (13269) Dahlstrom                      | Hauptgürtel              |
| (11161) Daibosatsu                     | Hauptgürtel              |
| (52421) Daihoji                        | Hauptgürtel              |
| (9225) Daiki                           | Hauptgürtel              |
| (54288) Daikikawasaki                  | Hauptgürtel              |
| (23888) Daikinoshita                   | Hauptgürtel              |
| (23897) Daikuroda                      | Hauptgürtel              |
| (308306) Dainere                       | Marsbahnkreuzer          |
| (34995) Dainihonshi                    | Hauptgürtel              |
| (9758) Dainty                          | Hauptgürtel              |
| (35370) Daisakyu                       | Hauptgürtel              |
| (4839) Daisetsuzan                     | Hauptgürtel              |
| (21014) Daishi                         | Hauptgürtel              |
| (31152) Daishinsai                     | Hauptgürtel              |
| (16826) Daisuke                        | Hauptgürtel              |
| (8551) Daitarabochi                    | Hauptgürtel              |
| (16560) Daitor                         | Jupiter-Trojaner         |
| (3405) Daiwensai                       | Hauptgürtel              |
| (10423) Dajčić                         | Hauptgürtel              |
| (20527) Dajowestrich                   | Hauptgürtel              |
| (31400) Dakshdua                       | Hauptgürtel              |
| (28936) Dalapati                       | Hauptgürtel              |
| (148384) Dalcanton                     | Hauptgürtel              |
| (20358) Dalem                          | Hauptgürtel              |
| (5956) d’Alembert                      | Hauptgürtel              |
| (1511) Daléra                          | Hauptgürtel              |
| (33560) D'Alessandro                   | Hauptgürtel              |
| (128341) Dalestanbridge                | Hauptgürtel              |
| (6941) Dalgarno                        | Hauptgürtel              |
| (2919) Dali                            | Hauptgürtel              |
| (3187) Dalian                          | Hauptgürtel              |
| (3384) Daliya                          | Hauptgürtel              |
| (6156) Dall                            | Hauptgürtel              |
| (6114) Dalla-Degregori                 | Hauptgürtel              |
| (15950) Dallago                        | Hauptgürtel              |
| (8084) Dallas                          | Hauptgürtel              |
| (90288) Dalleave                       | Hauptgürtel              |
| (151351) Dalleore                      | Hauptgürtel              |
| (15385) Dallolmo                       | Hauptgürtel              |
| (10421) Dalmatin                       | Hauptgürtel              |
| (12292) Dalton                         | Hauptgürtel              |
| (11574) d’Alviella                     | Hauptgürtel              |
| (4226) Damiaan                         | Hauptgürtel              |
| (134063) Damianhammond                 | Hauptgürtel              |
| (26732) Damianpeach                    | Hauptgürtel              |
| (5717) Damir                           | Hauptgürtel              |
| (5335) Damocles                        | Zentaur                  |
| (14876) Dampier                        | Hauptgürtel              |
| (61) Danaë                             | Hauptgürtel              |
| (20312) Danahy                         | Hauptgürtel              |
| (135991) Danarmstrong                  | Hauptgürtel              |
| (7195) Danboice                        | Hauptgürtel              |
| (4395) Danbritt                        | Hauptgürtel              |
| (3415) Danby                           | Hauptgürtel              |
| (4021) Dancey                          | Hauptgürtel              |
| (37530) Dancingangel                   | Hauptgürtel              |
| (9812) Danco                           | Hauptgürtel              |
| (22612) Dandibner                      | Hauptgürtel              |
| (129188) Dangallagher                  | Hauptgürtel              |
| (16529) Dangoldin                      | Marsbahnkreuzer          |
| (30593) Dangovski                      | Hauptgürtel              |
| (3120) Dangrania                       | Hauptgürtel              |
| (2068) Dangreen                        | Hauptgürtel              |
| (10482) Dangrieser                     | Hauptgürtel              |
| (20618) Daniebutler                    | Hauptgürtel              |
| (2589) Daniel                          | Hauptgürtel              |
| (107054) Daniela                       | Hauptgürtel              |
| (13250) Danieladucato                  | Hauptgürtel              |
| (129187) Danielalfred                  | Hauptgürtel              |
| (13305) Danielang                      | Hauptgürtel              |
| (18708) Danielappel                    | Hauptgürtel              |
| (80008) Danielarhodes                  | Hauptgürtel              |
| (128345) Danielbamberger               | Hauptgürtel              |
| (37853) Danielbarbier                  | Hauptgürtel              |
| (24236) Danielberger                   | Hauptgürtel              |
| (11203) Danielbetten                   | Hauptgürtel              |
| (30160) Danielbruce                    | Hauptgürtel              |
| (439718) Danielcervantes               | Hauptgürtel              |
| (20266) Danielchoi                     | Hauptgürtel              |
| (23197) Danielcook                     | Hauptgürtel              |
| (133745) Danieldrinnon                 | Hauptgürtel              |
| (407016) Danielerdag                   | Hauptgürtel              |
| (27405) Danielfeeny                    | Hauptgürtel              |
| (28957) Danielfulop                    | Hauptgürtel              |
| (17907) Danielgude                     | Hauptgürtel              |
| (161585) Danielhals                    | Hauptgürtel              |
| (70712) Danieljoanna                   | Hauptgürtel              |
| (21557) Daniellitt                     | Hauptgürtel              |
| (119967) Daniellong                    | Hauptgürtel              |
| (23756) Daniellozano                   | Hauptgürtel              |
| (27615) Daniellu                       | Hauptgürtel              |
| (13346) Danielmiller                   | Hauptgürtel              |
| (130319) Danielpelham                  | Hauptgürtel              |
| (25775) Danielpeng                     | Hauptgürtel              |
| (256374) Danielpequignot               | Hauptgürtel              |
| (31598) Danielrudin                    | Hauptgürtel              |
| (315088) Daniels                       | Hauptgürtel              |
| (6132) Danielson                       | Hauptgürtel              |
| (18632) Danielsson                     | Hauptgürtel              |
| (19660) Danielsteck                    | Hauptgürtel              |
| (20600) Danieltse                      | Hauptgürtel              |
| (77318) Danieltsui                     | Hauptgürtel              |
| (128372) Danielwibben                  | Hauptgürtel              |
| (8109) Danielwilliam                   | Hauptgürtel              |
| (18563) Danigoldman                    | Hauptgürtel              |
| (308856) Daniket                       | Hauptgürtel              |
| (3964) Danilevskij                     | Hauptgürtel              |
| (79641) Daniloceirani                  | Hauptgürtel              |
| (59833) Danimatter                     | Hauptgürtel              |
| (1594) Danjon                          | Hauptgürtel              |
| (203602) Danjoyce                      | Hauptgürtel              |
| (29562) Danmacdonald                   | Hauptgürtel              |
| (2117) Danmark                         | Hauptgürtel              |
| (13244) Dannymeyer                     | Hauptgürtel              |
| (13168) Danoconnell                    | Hauptgürtel              |
| (11507) Danpascu                       | Hauptgürtel              |
| (10487) Danpeterson                    | Hauptgürtel              |
| (22063) Dansealey                      | Hauptgürtel              |
| (43935) Danshechtman                   | Hauptgürtel              |
| (13788) Dansolander                    | Hauptgürtel              |
| (2999) Dante                           | Hauptgürtel              |
| (120214) Danteberdeguez                | Hauptgürtel              |
| (28563) Dantzler                       | Hauptgürtel              |
| (1381) Danubia                         | Hauptgürtel              |
| (5463) Danwelcher                      | Hauptgürtel              |
| (21813) Danwinegar                     | Hauptgürtel              |
| (21488) Danyellelee                    | Hauptgürtel              |
| (225711) Danyzy                        | Hauptgürtel              |
| (1419) Danzig                          | Hauptgürtel              |
| (10720) Danzl                          | Hauptgürtel              |
| (383417) DAO                           | Hauptgürtel              |
| (41) Daphne                            | Hauptgürtel              |
| (2645) Daphne Plane                    | Hauptgürtel              |
| (18734) Darboux                        | Hauptgürtel              |
| (7272) Darbydyar                       | Hauptgürtel              |
| (23928) Darbywoodard                   | Hauptgürtel              |
| (19466) Darcydiegel                    | Hauptgürtel              |
| (22838) Darcyhampton                   | Hauptgürtel              |
| (31787) Darcylawson                    | Hauptgürtel              |
| (18268) Dardanos                       | Jupiter-Trojaner         |
| (4827) Dares                           | Jupiter-Trojaner         |
| (8488) d’Argens                        | Hauptgürtel              |
| (73551) Dariocastellano                | Hauptgürtel              |
| (100553) Dariofo                       | Marsbahnkreuzer          |
| (20624) Dariozanetti                   | Hauptgürtel              |
| (7210) Darius                          | Hauptgürtel              |
| (21073) Darksky                        | Hauptgürtel              |
| (31861) Darleshimizu                   | Hauptgürtel              |
| (241418) Darmstadt                     | Hauptgürtel              |
| (13806) Darmstrong                     | Hauptgürtel              |
| (24546) Darnell                        | Hauptgürtel              |
| (152454) Darnyi                        | Hauptgürtel              |
| (24305) Darrellparnell                 | Hauptgürtel              |
| (188502) Darrellstrobel                | Hauptgürtel              |
| (9133) d’Arrest                        | Hauptgürtel              |
| (31854) Darshanashah                   | Hauptgürtel              |
| (14238) d’Artagnan                     | Hauptgürtel              |
| (1991) Darwin                          | Hauptgürtel              |
| (18019) Dascoli                        | Hauptgürtel              |
| (3321) Dasha                           | Hauptgürtel              |
| (4594) Dashkova                        | Hauptgürtel              |
| (4495) Dassanowsky                     | Hauptgürtel              |
| (28485) Dastidar                       | Hauptgürtel              |
| (6859) Datemasamune                    | Hauptgürtel              |
| (129314) Dathongolish                  | Hauptgürtel              |
| (3146) Dato                            | Hauptgürtel              |
| (1270) Datura                          | Hauptgürtel              |
| (42609) Daubechies                     | Marsbahnkreuzer          |
| (11484) Daudet                         | Hauptgürtel              |
| (12612) Daumier                        | Hauptgürtel              |
| (8665) Daun-Eifel                      | Hauptgürtel              |
| (11378) Dauria                         | Hauptgürtel              |
| (14961) d’Auteroche                    | Hauptgürtel              |
| (121865) Dauvergne                     | Hauptgürtel              |
| (16424) Davaine                        | Hauptgürtel              |
| (30935) Davasobel                      | Hauptgürtel              |
| (22151) Davebracy                      | Hauptgürtel              |
| (5748) Davebrin                        | Hauptgürtel              |
| (524607) Davecarter                    | Hauptgürtel              |
| (15887) Daveclark                      | Hauptgürtel              |
| (123860) Davederrick                   | Hauptgürtel              |
| (292160) Davefask                      | Hauptgürtel              |
| (8456) Davegriep                       | Hauptgürtel              |
| (129327) Davehamara                    | Hauptgürtel              |
| (50250) Daveharrington                 | Hauptgürtel              |
| (33750) Davehiggins                    | Hauptgürtel              |
| (39645) Davelharris                    | Hauptgürtel              |
| (21782) Davemcdonald                   | Hauptgürtel              |
| (6111) Davemckay                       | Hauptgürtel              |
| (5952) Davemonet                       | Hauptgürtel              |
| (33195) Davenyadav                     | Hauptgürtel              |
| (6953) Davepierce                      | Hauptgürtel              |
| (90818) Daverichards                   | Hauptgürtel              |
| (6435) Daveross                        | Hauptgürtel              |
| (52316) Daveslater                     | Hauptgürtel              |
| (27810) Daveturner                     | Hauptgürtel              |
| (13808) Davewilliams                   | Hauptgürtel              |
| (511) Davida                           | Hauptgürtel              |
| (10181) Davidacomba                    | Hauptgürtel              |
| (5332) Davidaguilar                    | Amor-Typ                 |
| (24153) Davidalex                      | Hauptgürtel              |
| (4499) Davidallen                      | Hauptgürtel              |
| (73079) Davidbaltimore                 | Hauptgürtel              |
| (21426) Davidbauer                     | Hauptgürtel              |
| (2725) David Bender                    | Hauptgürtel              |
| (70401) Davidbishop                    | Hauptgürtel              |
| (27276) Davidblack                     | Hauptgürtel              |
| (8997) Davidblewett                    | Hauptgürtel              |
| (342843) Davidbowie                    | Hauptgürtel              |
| (5845) Davidbrewster                   | Hauptgürtel              |
| (34543) Davidbriggs                    | Hauptgürtel              |
| (51825) Davidbrown                     | Hauptgürtel              |
| (28654) Davidcaine                     | Hauptgürtel              |
| (28324) Davidcampeau                   | Hauptgürtel              |
| (63162) Davidcapek                     | Hauptgürtel              |
| (134169) Davidcarte                    | Hauptgürtel              |
| (22675) Davidcohn                      | Hauptgürtel              |
| (25957) Davidconnell                   | Hauptgürtel              |
| (316010) Daviddubey                    | Hauptgürtel              |
| (6608) Davidecrespi                    | Hauptgürtel              |
| (19574) Davidedwards                   | Hauptgürtel              |
| (256547) Davidesmith                   | Hauptgürtel              |
| (50866) Davidesprizzi                  | Hauptgürtel              |
| (31877) Davideverett                   | Hauptgürtel              |
| (29988) Davidezilli                    | Hauptgürtel              |
| (19969) Davidfreedman                  | Hauptgürtel              |
| (111913) Davidgans                     | Hauptgürtel              |
| (15911) Davidgauthier                  | Hauptgürtel              |
| (7120) Davidgavine                     | Hauptgürtel              |
| (11761) Davidgill                      | Hauptgürtel              |
| (24278) Davidgreen                     | Hauptgürtel              |
| (199763) Davidgregory                  | Hauptgürtel              |
| (134008) Davidhammond                  | Hauptgürtel              |
| (13329) Davidhardy                     | Hauptgürtel              |
| (11943) Davidhartley                   | Hauptgürtel              |
| (16064) Davidharvey                    | Amor-Typ                 |
| (100051) Davidhernandez                | Hauptgürtel              |
| (14682) Davidhirsch                    | Hauptgürtel              |
| (14234) Davidhoover                    | Hauptgürtel              |
| (4205) David Hughes                    | Marsbahnkreuzer          |
| (51741) Davidixon                      | Hauptgürtel              |
| (12642) Davidjansen                    | Hauptgürtel              |
| (84095) Davidjohn                      | Hauptgürtel              |
| (8663) Davidjohnston                   | Hauptgürtel              |
| (245943) Davidjoseph                   | Hauptgürtel              |
| (21639) Davidkaufman                   | Hauptgürtel              |
| (168635) Davidkaufmann                 | Hauptgürtel              |
| (24201) Davidkeith                     | Hauptgürtel              |
| (22531) Davidkelley                    | Hauptgürtel              |
| (25516) Davidknight                    | Hauptgürtel              |
| (20557) Davidkulka                     | Hauptgürtel              |
| (117032) Davidlane                     | Hauptgürtel              |
| (25517) Davidlau                       | Hauptgürtel              |
| (7037) Davidlean                       | Hauptgürtel              |
| (27606) Davidli                        | Hauptgürtel              |
| (33600) Davidlu                        | Hauptgürtel              |
| (262876) Davidlynch                    | Hauptgürtel              |
| (73046) Davidmann                      | Hauptgürtel              |
| (113388) Davidmartinez                 | Hauptgürtel              |
| (23048) Davidnelson                    | Hauptgürtel              |
| (22603) Davidoconnor                   | Hauptgürtel              |
| (46053) Davidpatterson                 | Hauptgürtel              |
| (23751) Davidprice                     | Hauptgürtel              |
| (62701) Davidrankin                    | Hauptgürtel              |
| (33135) Davidrisoldi                   | Hauptgürtel              |
| (8628) Davidsaltzberg                  | Hauptgürtel              |
| (9097) Davidschlag                     | Hauptgürtel              |
| (15026) Davidscott                     | Hauptgürtel              |
| (30060) Davidseong                     | Hauptgürtel              |
| (26474) Davidsimon                     | Hauptgürtel              |
| (70720) Davidskillman                  | Hauptgürtel              |
| (11798) Davidsson                      | Hauptgürtel              |
| (22819) Davidtao                       | Hauptgürtel              |
| (19393) Davidthompson                  | Hauptgürtel              |
| (154902) Davidtoth                     | Hauptgürtel              |
| (70207) Davidunlap                     | Hauptgürtel              |
| (27373) Davidvernon                    | Hauptgürtel              |
| (20345) Davidvito                      | Hauptgürtel              |
| (21653) Davidwang                      | Hauptgürtel              |
| (1037) Davidweilla                     | Hauptgürtel              |
| (15858) Davidwoods                     | Hauptgürtel              |
| (21357) Davidying                      | Hauptgürtel              |
| (20623) Davidyoung                     | Hauptgürtel              |
| (31719) Davidyue                       | Hauptgürtel              |
| (33202) Davignon                       | Hauptgürtel              |
| (330440) Davinadon                     | Hauptgürtel              |
| (3638) Davis                           | Hauptgürtel              |
| (30357) Davisdon                       | Hauptgürtel              |
| (28446) Davlantes                      | Hauptgürtel              |
| (3605) Davy                            | Hauptgürtel              |
| (3126) Davydov                         | Hauptgürtel              |
| (12071) Davykim                        | Hauptgürtel              |
| (4393) Dawe                            | Hauptgürtel              |
| (10461) Dawilliams                     | Hauptgürtel              |
| (8331) Dawkins                         | Hauptgürtel              |
| (1618) Dawn                            | Hauptgürtel              |
| (25369) Dawndonovan                    | Hauptgürtel              |
| (1829) Dawson                          | Hauptgürtel              |
| (23102) Dayanli                        | Hauptgürtel              |
| (231446) Dayao                         | Hauptgürtel              |
| (19917) Dazaifu                        | Hauptgürtel              |
| (23949) Dazapata                       | Hauptgürtel              |
| (29991) Dazimmerman                    | Hauptgürtel              |
| (13408) Deadoklestic                   | Hauptgürtel              |
| (34312) Deahaupt                       | Hauptgürtel              |
| (68114) Deákferenc                     | Hauptgürtel              |
| (134027) Deanbooher                    | Hauptgürtel              |
| (5860) Deankoontz                      | Hauptgürtel              |
| (27343) Deannashea                     | Hauptgürtel              |
| (8815) Deanregas                       | Hauptgürtel              |
| (2359) Debehogne                       | Hauptgürtel              |
| (23131) Debenedictis                   | Hauptgürtel              |
| (17265) Debennett                      | Hauptgürtel              |
| (6512) de Bergh                        | Hauptgürtel              |
| (3411) Debetencourt                    | Hauptgürtel              |
| (30142) Debfrazier                     | Hauptgürtel              |
| (32544) Debjaniroy                     | Hauptgürtel              |
| (22996) De Boo                         | Hauptgürtel              |
| (541) Deborah                          | Hauptgürtel              |
| (27282) Deborahday                     | Hauptgürtel              |
| (20897) Deborahdomingue                | Hauptgürtel              |
| (14174) Deborahsmall                   | Hauptgürtel              |
| (152067) Deboy                         | Hauptgürtel              |
| (27470) Debrabeckett                   | Hauptgürtel              |
| (31774) Debralas                       | Hauptgürtel              |
| (180855) Debrarose                     | Hauptgürtel              |
| (82071) Debrecen                       | Hauptgürtel              |
| (30883) de Broglie                     | Hauptgürtel              |
| (273230) de Bruyn                      | Hauptgürtel              |
| (4492) Debussy                         | Hauptgürtel              |
| (25406) Debwysocki                     | Hauptgürtel              |
| (30852) Debye                          | Hauptgürtel              |
| (2551) Decabrina                       | Hauptgürtel              |
| (3610) Decampos                        | Hauptgürtel              |
| (30146) Decandia                       | Hauptgürtel              |
| (5329) Decaro                          | Hauptgürtel              |
| (34351) Decatur                        | Hauptgürtel              |
| (110298) Deceptionisland               | Hauptgürtel              |
| (15034) Décines                        | Hauptgürtel              |
| (13554) Decleir                        | Hauptgürtel              |
| (2852) Declercq                        | Hauptgürtel              |
| (45261) Decoen                         | Hauptgürtel              |
| (13395) Deconihout                     | Hauptgürtel              |
| (12526) de Coninck                     | Hauptgürtel              |
| (65821) De Curtis                      | Hauptgürtel              |
| (19293) Dedekind                       | Hauptgürtel              |
| (11898) Dedeyn                         | Hauptgürtel              |
| (34153) Deeannguo                      | Hauptgürtel              |
| (120308) Deebradel                     | Hauptgürtel              |
| (32037) Deepikakurup                   | Hauptgürtel              |
| (8897) Defelice                        | Hauptgürtel              |
| (10332) Défi                           | Hauptgürtel              |
| (1295) Deflotte                        | Hauptgürtel              |
| (111818) Deforest                      | Hauptgürtel              |
| (14309) Defoy                          | Marsbahnkreuzer          |
| (6673) Degas                           | Hauptgürtel              |
| (4279) De Gasparis                     | Hauptgürtel              |
| (117711) Degenfeld                     | Hauptgürtel              |
| (69434) de Gerlache                    | Hauptgürtel              |
| (5274) Degewij                         | Hauptgürtel              |
| (32387) D'Egidio                       | Hauptgürtel              |
| (21822) Degiorgi                       | Hauptgürtel              |
| (10964) Degraaff                       | Hauptgürtel              |
| (11243) de Graauw                      | Hauptgürtel              |
| (24495) Degroff                        | Marsbahnkreuzer          |
| (11895) Dehant                         | Hauptgürtel              |
| (10444) de Hevesy                      | Hauptgürtel              |
| (48415) Dehio                          | Hauptgürtel              |
| (165574) Deidre                        | Hauptgürtel              |
| (5638) Deikoon                         | Jupiter-Trojaner         |
| (9514) Deineka                         | Hauptgürtel              |
| (1867) Deiphobus                       | Jupiter-Trojaner         |
| (4060) Deipylos                        | Jupiter-Trojaner         |
| (1244) Deira                           | Hauptgürtel              |
| (183287) Deisenstein                   | Hauptgürtel              |
| (3798) de Jager                        | Hauptgürtel              |
| (10785) Dejaiffe                       | Hauptgürtel              |
| (1555) Dejan                           | Hauptgürtel              |
| (157) Dejanira                         | Hauptgürtel              |
| (76272) De Jong                        | Hauptgürtel              |
| (184) Dejopeja                         | Hauptgürtel              |
| (91607) Delaboudinière                 | Hauptgürtel              |
| (10310) Delacroix                      | Hauptgürtel              |
| (3893) DeLaeter                        | Hauptgürtel              |
| (15008) Delahodde                      | Hauptgürtel              |
| (13962) Delambre                       | Hauptgürtel              |
| (16975) Delamere                       | Hauptgürtel              |
| (8745) Delaney                         | Hauptgürtel              |
| (3002) Delasalle                       | Hauptgürtel              |
| (8688) Delaunay                        | Hauptgürtel              |
| (35222) Delbarrio                      | Hauptgürtel              |
| (16250) Delbó                          | Hauptgürtel              |
| (15264) Delbrück                       | Hauptgürtel              |
| (3060) Delcano                         | Hauptgürtel              |
| (77755) Delémont                       | Hauptgürtel              |
| (17934) Deleon                         | Hauptgürtel              |
| (13641) de Lesseps                     | Hauptgürtel              |
| (12716) Delft                          | Hauptgürtel              |
| (23221) Delgado                        | Hauptgürtel              |
| (12005) Delgiudice                     | Hauptgürtel              |
| (196938) Delgordon                     | Hauptgürtel              |
| (395) Delia                            | Hauptgürtel              |
| (23937) Delibes                        | Hauptgürtel              |
| (560) Delila                           | Hauptgürtel              |
| (12742) Delisle                        | Hauptgürtel              |
| (12910) Deliso                         | Hauptgürtel              |
| (8059) Deliyannis                      | Hauptgürtel              |
| (133744) Dellagiustina                 | Hauptgürtel              |
| (30363) Dellasantina                   | Hauptgürtel              |
| (325455) Della Valle                   | Hauptgürtel              |
| (7704) Dellen                          | Hauptgürtel              |
| (78392) Dellinger                      | Hauptgürtel              |
| (19528) Delloro                        | Hauptgürtel              |
| (15631) Dellorusso                     | Hauptgürtel              |
| (3058) Delmary                         | Hauptgürtel              |
| (11147) Delmas                         | Hauptgürtel              |
| (1988) Delores                         | Hauptgürtel              |
| (33219) De Los Santos                  | Hauptgürtel              |
| (8282) Delp                            | Hauptgürtel              |
| (73769) Delphi                         | Hauptgürtel              |
| (3218) Delphine                        | Hauptgürtel              |
| (14104) Delpino                        | Hauptgürtel              |
| (1274) Delportia                       | Hauptgürtel              |
| (31458) Delrosso                       | Hauptgürtel              |
| (2954) Delsemme                        | Hauptgürtel              |
| (92525) Delucchi                       | Hauptgürtel              |
| (84012) Deluise                        | Hauptgürtel              |
| (1848) Delvaux                         | Hauptgürtel              |
| (14403) de Machault                    | Hauptgürtel              |
| (6219) Demalia                         | Hauptgürtel              |
| (3390) Demanet                         | Hauptgürtel              |
| (11968) Demariotte                     | Hauptgürtel              |
| (190310) De Martin                     | Hauptgürtel              |
| (9641) Demazière                       | Hauptgürtel              |
| (349) Dembowska                        | Hauptgürtel              |
| (14141) Demeautis                      | Hauptgürtel              |
| (5589) De Meis                         | Hauptgürtel              |
| (8070) DeMeo                           | Hauptgürtel              |
| (31491) Demessie                       | Hauptgürtel              |
| (1108) Demeter                         | Hauptgürtel              |
| (358894) Demetrescu                    | Hauptgürtel              |
| (32053) Demetrimaxim                   | Hauptgürtel              |
| (16372) Demichele                      | Hauptgürtel              |
| (1926) Demiddelaer                     | Hauptgürtel              |
| (5086) Demin                           | Hauptgürtel              |
| (32569) Deming                         | Hauptgürtel              |
| (279226) Demisroussos                  | Hauptgürtel              |
| (240022) Demitra                       | Hauptgürtel              |
| (28390) Demjohopkins                   | Hauptgürtel              |
| (11429) Demodokus                      | Jupiter-Trojaner         |
| (6129) Demokritos                      | Hauptgürtel              |
| (18493) Demoleon                       | Jupiter-Trojaner         |
| (4057) Demophon                        | Jupiter-Trojaner         |
| (100133) Demosthenes                   | Hauptgürtel              |
| (4218) Demottoni                       | Hauptgürtel              |
| (1335) Demoulina                       | Hauptgürtel              |
| (23879) Demura                         | Hauptgürtel              |
| (25867) DeMuth                         | Hauptgürtel              |
| (6194) Denali                          | Hauptgürtel              |
| (20243) Den Bosch                      | Hauptgürtel              |
| (4340) Dence                           | Hauptgürtel              |
| (19476) Denduluri                      | Hauptgürtel              |
| (9026) Denevi                          | Hauptgürtel              |
| (255989) Dengyushian                   | Hauptgürtel              |
| (9140) Deni                            | Hauptgürtel              |
| (667) Denise                           | Hauptgürtel              |
| (33478) Deniselivon                    | Hauptgürtel              |
| (33160) Denismukwege                   | Hauptgürtel              |
| (27576) Denisespirou                   | Hauptgürtel              |
| (5155) Denisyuk                        | Hauptgürtel              |
| (19349) Denjoy                         | Hauptgürtel              |
| (18162) Denlea                         | Hauptgürtel              |
| (12267) Denneau                        | Hauptgürtel              |
| (71885) Denning                        | Hauptgürtel              |
| (27423) Dennisbowers                   | Hauptgürtel              |
| (2134) Dennispalm                      | Hauptgürtel              |
| (4706) Dennisreuter                    | Hauptgürtel              |
| (294727) Dennisritchie                 | Hauptgürtel              |
| (23257) Denny                          | Hauptgürtel              |
| (4120) Denoyelle                       | Hauptgürtel              |
| (25670) Densley                        | Hauptgürtel              |
| (10850) Denso                          | Hauptgürtel              |
| (25823) Dentrujillo                    | Hauptgürtel              |
| (18127) Denversmith                    | Hauptgürtel              |
| (11296) Denzen                         | Hauptgürtel              |
| (5942) Denzilrobert                    | Hauptgürtel              |
| (26849) De Paepe                       | Hauptgürtel              |
| (19999) Depardieu                      | Hauptgürtel              |
| (31839) Depinto                        | Hauptgürtel              |
| (9795) Deprez                          | Hauptgürtel              |
| (72042) Dequeiroz                      | Hauptgürtel              |
| (28660) Derbes                         | Hauptgürtel              |
| (3685) Derdenye                        | Hauptgürtel              |
| (128315) Dereknelson                   | Hauptgürtel              |
| (129053) Derekshannon                  | Hauptgürtel              |
| (33420) Derekwoo                       | Hauptgürtel              |
| (2400) Derevskaya                      | Hauptgürtel              |
| (8984) Derevyanko                      | Hauptgürtel              |
| (1806) Derice                          | Hauptgürtel              |
| (12566) Derichardson                   | Hauptgürtel              |
| (9589) Deridder                        | Hauptgürtel              |
| (27493) Derikesibill                   | Hauptgürtel              |
| (143579) Derimiksa                     | Hauptgürtel              |
| (28784) Deringer                       | Hauptgürtel              |
| (3647) Dermott                         | Hauptgürtel              |
| (25520) Deronchang                     | Hauptgürtel              |
| (201777) Deronda                       | Hauptgürtel              |
| (5522) De Rop                          | Hauptgürtel              |
| (4142) Dersu-Uzala                     | Marsbahnkreuzer          |
| (12150) De Ruyter                      | Hauptgürtel              |
| (4314) Dervan                          | Hauptgürtel              |
| (23409) Derzhavin                      | Hauptgürtel              |
| (1339) Désagneauxa                     | Hauptgürtel              |
| (24526) Desai                          | Hauptgürtel              |
| (3268) De Sanctis                      | Hauptgürtel              |
| (227151) Desargues                     | Hauptgürtel              |
| (13580) de Saussure                    | Hauptgürtel              |
| (1588) Descamisada                     | Hauptgürtel              |
| (17869) Descamps                       | Hauptgürtel              |
| (3587) Descartes                       | Hauptgürtel              |
| (154714) de Schepper                   | Hauptgürtel              |
| (8729) Descour                         | Hauptgürtel              |
| (666) Desdemona                        | Hauptgürtel              |
| (10830) Desforges                      | Hauptgürtel              |
| (161315) de Shalit                     | Hauptgürtel              |
| (25418) Deshmukh                       | Hauptgürtel              |
| (22924) Deshpande                      | Hauptgürtel              |
| (344) Desiderata                       | Hauptgürtel              |
| (1686) De Sitter                       | Hauptgürtel              |
| (11763) Deslandres                     | Hauptgürtel              |
| (348034) Deslorieux                    | Hauptgürtel              |
| (12500) Desngai                        | Hauptgürtel              |
| (7718) Desnoux                         | Hauptgürtel              |
| (21530) Despiau                        | Hauptgürtel              |
| (6583) Destinn                         | Hauptgürtel              |
| (24103) Dethury                        | Hauptgürtel              |
| (52294) Detlef                         | Hauptgürtel              |
| (1538) Detre                           | Hauptgürtel              |
| (291325) de Tyard                      | Hauptgürtel              |
| (53311) Deucalion                      | Transneptunisches Objekt |
| (236987) Deustua                       | Hauptgürtel              |
| (31977) Devalapurkar                   | Hauptgürtel              |
| (12687) de Valory                      | Hauptgürtel              |
| (21380) Devanssay                      | Hauptgürtel              |
| (15818) DeVeny                         | Hauptgürtel              |
| (90279) Devětsil                       | Hauptgürtel              |
| (20103) de Vico                        | Hauptgürtel              |
| (21419) Devience                       | Hauptgürtel              |
| (15785) de Villegas                    | Hauptgürtel              |
| (3561) Devine                          | Hauptgürtel              |
| (121328) Devlynrfennell                | Hauptgürtel              |
| (8243) Devonburr                       | Hauptgürtel              |
| (4262) DeVorkin                        | Hauptgürtel              |
| (337) Devosa                           | Hauptgürtel              |
| (1328) Devota                          | Hauptgürtel              |
| (12650) de Vries                       | Hauptgürtel              |
| (217510) Dewaldroode                   | Hauptgürtel              |
| (9420) Dewar                           | Hauptgürtel              |
| (134244) De Young                      | Hauptgürtel              |
| (10970) de Zeeuw                       | Hauptgürtel              |
| (3662) Dezhnev                         | Hauptgürtel              |
| (3892) Dezsö                           | Hauptgürtel              |
| (170927) Dgebessire                    | Hauptgürtel              |
| (12178) Dhani                          | Hauptgürtel              |
| (10523) D’Haveloose                    | Hauptgürtel              |
| (2109) Dhôtel                          | Hauptgürtel              |
| (28722) Dhruviyer                      | Hauptgürtel              |
| (78) Diana                             | Hauptgürtel              |
| (33034) Dianadamrau                    | Hauptgürtel              |
| (21520) Dianaeheart                    | Hauptgürtel              |
| (155270) Dianawheeler                  | Hauptgürtel              |
| (14153) Dianecaplain                   | Hauptgürtel              |
| (18077) Dianeingrao                    | Hauptgürtel              |
| (129167) Dianelambert                  | Hauptgürtel              |
| (14275) Dianemurray                    | Hauptgürtel              |
| (18184) Dianepark                      | Hauptgürtel              |
| (33004) Dianesipiera                   | Hauptgürtel              |
| (28171) Diannahu                       | Hauptgürtel              |
| (28688) Diannerister                   | Hauptgürtel              |
| (2389) Dibaj                           | Hauptgürtel              |
| (108201) Di Blasi                      | Hauptgürtel              |
| (14129) DiBucci                        | Hauptgürtel              |
| (3841) Dicicco                         | Hauptgürtel              |
| (17458) Dick                           | Hauptgürtel              |
| (21362) Dickarmstrong                  | Hauptgürtel              |
| (13003) Dickbeasley                    | Hauptgürtel              |
| (4370) Dickens                         | Hauptgürtel              |
| (71483) Dickgottfried                  | Hauptgürtel              |
| (5272) Dickinson                       | Hauptgürtel              |
| (59804) Dickjoyce                      | Hauptgürtel              |
| (17269) Dicksmith                      | Hauptgürtel              |
| (10717) Dickwalker                     | Hauptgürtel              |
| (91214) Diclemente                     | Hauptgürtel              |
| (5351) Diderot                         | Hauptgürtel              |
| (145559) Didiermuller                  | Hauptgürtel              |
| (278225) Didierpelat                   | Hauptgürtel              |
| (4165) Didkovskij                      | Hauptgürtel              |
| (209) Dido                             | Hauptgürtel              |
| (65803) Didymos                        | erdnaher Asteroid, PHA   |
| (15276) Diebel                         | Hauptgürtel              |
| (1706) Dieckvoss                       | Hauptgürtel              |
| (6059) Diefenbach                      | Hauptgürtel              |
| (269300) Diego                         | Hauptgürtel              |
| (31429) Diegoazzaro                    | Hauptgürtel              |
| (90138) Diehl                          | Hauptgürtel              |
| (5318) Dientzenhofer                   | Hauptgürtel              |
| (10093) Diesel                         | Hauptgürtel              |
| (103460) Dieterherrmann                | Hauptgürtel              |
| (211343) Dieterhusar                   | Hauptgürtel              |
| (24858) Diethelm                       | Hauptgürtel              |
| (210432) Dietmarhopp                   | Hauptgürtel              |
| (429084) Dietrichrex                   | Hauptgürtel              |
| (4666) Dietz                           | Hauptgürtel              |
| (10102) Digerhuvud                     | Hauptgürtel              |
| (10808) Digerrojr                      | Hauptgürtel              |
| (33213) Diggs                          | Hauptgürtel              |
| (17435) di Giovanni                    | Marsbahnkreuzer          |
| (10088) Digne                          | Hauptgürtel              |
| (9379) Dijon                           | Hauptgürtel              |
| (2922) Dikan’ka                        | Hauptgürtel              |
| (99) Dike                              | Hauptgürtel              |
| (35734) Dilithium                      | Hauptgürtel              |
| (22631) Dillard                        | Hauptgürtel              |
| (78393) Dillon                         | Hauptgürtel              |
| (10579) Diluca                         | Hauptgürtel              |
| (3767) DiMaggio                        | Hauptgürtel              |
| (25276) Dimai                          | Hauptgürtel              |
| (78123) Dimare                         | Hauptgürtel              |
| (3247) Di Martino                      | Hauptgürtel              |
| (25673) Di Mascio                      | Hauptgürtel              |
| (4590) Dimashchegolev                  | Hauptgürtel              |
| (27923) Dimitribartolini               | Hauptgürtel              |
| (2371) Dimitrov                        | Hauptgürtel              |
| (19119) Dimpna                         | Hauptgürtel              |
| (17472) Dinah                          | Hauptgürtel              |
| (2765) Dinant                          | Hauptgürtel              |
| (11530) d’Indy                         | Hauptgürtel              |
| (152830) Dinkinesh                     | Hauptgürtel              |
| (26498) Dinotina                       | Hauptgürtel              |
| (22632) DiNovis                        | Hauptgürtel              |
| (1437) Diomedes                        | Jupiter-Trojaner         |
| (106) Dione                            | Hauptgürtel              |
| (3671) Dionysus                        | Apollo-Typ               |
| (20461) Dioretsa                       | Zentaur                  |
| (423) Diotima                          | Hauptgürtel              |
| (27130) Dipaola                        | Hauptgürtel              |
| (181241) Dipasquale                    | Hauptgürtel              |
| (21887) Dipippo                        | Hauptgürtel              |
| (58671) Diplodocus                     | Hauptgürtel              |
| (5997) Dirac                           | Hauptgürtel              |
| (11665) Dirichlet                      | Hauptgürtel              |
| (1805) Dirikis                         | Hauptgürtel              |
| (243094) Dirlewanger                   | Hauptgürtel              |
| (1319) Disa                            | Hauptgürtel              |
| (28948) Disalvo                        | Hauptgürtel              |
| (15630) Disanti                        | Hauptgürtel              |
| (9770) Discovery                       | Hauptgürtel              |
| (4017) Disneya                         | Hauptgürtel              |
| (21999) Disora                         | Hauptgürtel              |
| (29696) Distasio                       | Hauptgürtel              |
| (11037) Distler                        | Hauptgürtel              |
| (27977) Distratis                      | Hauptgürtel              |
| (3535) Ditte                           | Hauptgürtel              |
| (19188) Dittebesard                    | Hauptgürtel              |
| (283141) Dittsche                      | Hauptgürtel              |
| (29196) Dius                           | Jupiter-Trojaner         |
| (4882) Divari                          | Hauptgürtel              |
| (5103) Diviš                           | Hauptgürtel              |
| (25764) Divyanag                       | Hauptgürtel              |
| (6776) Dix                             | Hauptgürtel              |
| (11833) Dixon                          | Hauptgürtel              |
| (32052) Diyamathur                     | Hauptgürtel              |
| (5831) Dizzy                           | Hauptgürtel              |
| (94291) Django                         | Hauptgürtel              |
| (24421) Djorgovski                     | Hauptgürtel              |
| (264077) Dluzhnevskaya                 | Hauptgürtel              |
| (30272) D’Mello                        | Hauptgürtel              |
| (13489) Dmitrienko                     | Hauptgürtel              |
| (27658) Dmitrijbagalej                 | Hauptgürtel              |
| (202778) Dmytria                       | Hauptgürtel              |
| (55555) DNA                            | Hauptgürtel              |
| (32853) Döbereiner                     | Hauptgürtel              |
| (3022) Dobermann                       | Hauptgürtel              |
| (21517) Dobi                           | Hauptgürtel              |
| (27960) Dobiáš                         | Hauptgürtel              |
| (30778) Döblin                         | Hauptgürtel              |
| (17600) Dobřichovice                   | Hauptgürtel              |
| (3119) Dobronravin                     | Hauptgürtel              |
| (3013) Dobrovoleva                     | Hauptgürtel              |
| (1789) Dobrovolsky                     | Hauptgürtel              |
| (40440) Dobrovský                      | Hauptgürtel              |
| (4762) Dobrynya                        | Hauptgürtel              |
| (39880) Dobšinský                      | Hauptgürtel              |
| (18024) Dobson                         | Hauptgürtel              |
| (27714) Dochu                          | Hauptgürtel              |
| (5050) Doctorwatson                    | Hauptgürtel              |
| (14313) Dodaira                        | Hauptgürtel              |
| (148707) Dodelson                      | Hauptgürtel              |
| (6336) Dodo                            | Hauptgürtel              |
| (10068) Dodoens                        | Hauptgürtel              |
| (382) Dodona                           | Hauptgürtel              |
| (71669) Dodsonprince                   | Hauptgürtel              |
| (10504) Doga                           | Hauptgürtel              |
| (11064) Dogen                          | Hauptgürtel              |
| (6363) Doggett                         | Hauptgürtel              |
| (7484) Dogo Onsen                      | Hauptgürtel              |
| (362316) Dogora                        | Hauptgürtel              |
| (4975) Dohmoto                         | Hauptgürtel              |
| (4746) Doi                             | Hauptgürtel              |
| (10827) Doikazunori                    | Hauptgürtel              |
| (121480) Dolanhighsmith                | Hauptgürtel              |
| (14223) Dolby                          | Marsbahnkreuzer          |
| (11126) Doleček                        | Hauptgürtel              |
| (26247) Doleonardi                     | Hauptgürtel              |
| (120103) Dolero                        | Hauptgürtel              |
| (5884) Dolezal                         | Hauptgürtel              |
| (7223) Dolgorukij                      | Hauptgürtel              |
| (10989) Dolios                         | Jupiter-Trojaner         |
| (7449) Döllen                          | Hauptgürtel              |
| (2451) Dollfus                         | Hauptgürtel              |
| (3661) Dolmatovskij                    | Hauptgürtel              |
| (58191) Dolomiten                      | Hauptgürtel              |
| (7815) Dolon                           | Jupiter-Trojaner         |
| (264150) Dolops                        | Jupiter-Trojaner         |
| (1277) Dolores                         | Hauptgürtel              |
| (164215) Doloreshill                   | Amor-Typ                 |
| (29193) Dolphyn                        | Hauptgürtel              |
| (27659) Dolsky                         | Hauptgürtel              |
| (19769) Dolyniuk                       | Hauptgürtel              |
| (19806) Domatthews                     | Hauptgürtel              |
| (441563) Domanski                      | Hauptgürtel              |
| (279397) Dombeck                       | Hauptgürtel              |
| (18883) Domegge                        | Hauptgürtel              |
| (2784) Domeyko                         | Hauptgürtel              |
| (22685) Dominguez                      | Hauptgürtel              |
| (33619) Dominickrowan                  | Hauptgürtel              |
| (192293) Dominikbrunner                | Hauptgürtel              |
| (8217) Dominikhašek                    | Hauptgürtel              |
| (30487) Dominikovacs                   | Hauptgürtel              |
| (24899) Dominiona                      | Hauptgürtel              |
| (4020) Dominique                       | Hauptgürtel              |
| (3450) Dommanget                       | Hauptgürtel              |
| (5187) Domon                           | Hauptgürtel              |
| (142291) Dompfaff                      | Hauptgürtel              |
| (9448) Donaldavies                     | Hauptgürtel              |
| (12410) Donald Duck                    | Hauptgürtel              |
| (18775) Donaldeng                      | Hauptgürtel              |
| (20553) Donaldhowk                     | Hauptgürtel              |
| (52246) Donaldjohanson                 | Hauptgürtel              |
| (35364) Donaldpray                     | Hauptgürtel              |
| (249514) Donaldroyer                   | Hauptgürtel              |
| (9295) Donaldyoung                     | Hauptgürtel              |
| (90479) Donalek                        | Hauptgürtel              |
| (5186) Donalu                          | Hauptgürtel              |
| (2176) Donar                           | Hauptgürtel              |
| (290074) Donasadock                    | Hauptgürtel              |
| (18075) Donasharma                     | Hauptgürtel              |
| (131763) Donátbánki                    | Hauptgürtel              |
| (6056) Donatello                       | Hauptgürtel              |
| (16682) Donati                         | Hauptgürtel              |
| (20200) Donbacky                       | Hauptgürtel              |
| (113950) Donbaldwin                    | Hauptgürtel              |
| (19916) Donbass                        | Hauptgürtel              |
| (4553) Doncampbell                     | Hauptgürtel              |
| (127689) Doncapone                     | Hauptgürtel              |
| (11876) Doncarpenter                   | Hauptgürtel              |
| (13330) Dondavis                       | Hauptgürtel              |
| (6628) Dondelia                        | Hauptgürtel              |
| (305181) Donelaitis                    | Hauptgürtel              |
| (21965) Dones                          | Hauptgürtel              |
| (150520) Dong                          | Hauptgürtel              |
| (3476) Dongguan                        | Hauptgürtel              |
| (25858) Donherbert                     | Hauptgürtel              |
| (11075) Dönhoff                        | Hauptgürtel              |
| (9494) Donici                          | Hauptgürtel              |
| (9912) Donizetti                       | Hauptgürtel              |
| (11419) Donjohnson                     | Hauptgürtel              |
| (454326) Donlee                        | Hauptgürtel              |
| (6688) Donmccarthy                     | Hauptgürtel              |
| (4689) Donn                            | Hauptgürtel              |
| (3085) Donna                           | Hauptgürtel              |
| (22889) Donnablaney                    | Hauptgürtel              |
| (15321) Donnadean                      | Hauptgürtel              |
| (22855) Donnajones                     | Hauptgürtel              |
| (23062) Donnamooney                    | Hauptgürtel              |
| (30241) Donnamower                     | Hauptgürtel              |
| (16222) Donnanderson                   | Hauptgürtel              |
| (5649) Donnashirley                    | Marsbahnkreuzer          |
| (70781) Donnelly                       | Hauptgürtel              |
| (1398) Donnera                         | Hauptgürtel              |
| (10455) Donnison                       | Hauptgürtel              |
| (77971) Donnolo                        | Hauptgürtel              |
| (78578) Donpettit                      | Hauptgürtel              |
| (3552) Don Quixote                     | Amor-Typ                 |
| (5613) Donskoj                         | Hauptgürtel              |
| (25510) Donvincent                     | Hauptgürtel              |
| (99891) Donwells                       | Hauptgürtel              |
| (9177) Donsaari                        | Hauptgürtel              |
| (174363) Donyork                       | Hauptgürtel              |
| (12622) Doppelmayr                     | Hauptgürtel              |
| (3905) Doppler                         | Hauptgürtel              |
| (668) Dora                             | Hauptgürtel              |
| (3858) Dorchester                      | Marsbahnkreuzer          |
| (4888) Doreen                          | Hauptgürtel              |
| (28656) Doreencurtin                   | Hauptgürtel              |
| (7456) Doressoundiram                  | Hauptgürtel              |
| (4076) Dörffel                         | Hauptgürtel              |
| (173002) Dorfi                         | Hauptgürtel              |
| (48) Doris                             | Hauptgürtel              |
| (13405) Dorisbillings                  | Hauptgürtel              |
| (25413) Dorischen                      | Hauptgürtel              |
| (84884) Dorismcmillan                  | Hauptgürtel              |
| (23128) Dorminy                        | Hauptgürtel              |
| (3802) Dornburg                        | Hauptgürtel              |
| (7271) Doroguntsov                     | Hauptgürtel              |
| (19120) Doronina                       | Hauptgürtel              |
| (339) Dorothea                         | Hauptgürtel              |
| (34285) Dorothydady                    | Hauptgürtel              |
| (149243) Dorothynorton                 | Hauptgürtel              |
| (13761) Dorristaylor                   | Hauptgürtel              |
| (3416) Dorrit                          | Marsbahnkreuzer          |
| (73693) Dorschner                      | Hauptgürtel              |
| (3194) Dorsey                          | Hauptgürtel              |
| (5199) Dortmund                        | Hauptgürtel              |
| (7144) Dossobuono                      | Hauptgürtel              |
| (15902) Dostál                         | Hauptgürtel              |
| (3453) Dostoevsky                      | Hauptgürtel              |
| (9721) Doty                            | Hauptgürtel              |
| (280642) Doubs                         | Hauptgürtel              |
| (6786) Doudantsutsuji                  | Hauptgürtel              |
| (6060) Doudleby                        | Hauptgürtel              |
| (8595) Dougallii                       | Hauptgürtel              |
| (43282) Dougbock                       | Hauptgürtel              |
| (12494) Doughamilton                   | Hauptgürtel              |
| (2684) Douglas                         | Hauptgürtel              |
| (25924) Douglasadams                   | Hauptgürtel              |
| (400796) Douglass                      | Hauptgürtel              |
| (170022) Douglastucker                 | Hauptgürtel              |
| (128389) Dougleland                    | Hauptgürtel              |
| (25133) Douglin                        | Hauptgürtel              |
| (29980) Dougsimons                     | Hauptgürtel              |
| (24270) Dougskinner                    | Hauptgürtel              |
| (17925) Dougweinberg                   | Hauptgürtel              |
| (28131) Dougwelch                      | Hauptgürtel              |
| (3881) Doumergua                       | Hauptgürtel              |
| (33537) Doungnga                       | Hauptgürtel              |
| (12189) Dovgyj                         | Hauptgürtel              |
| (4520) Dovzhenko                       | Hauptgürtel              |
| (40328) Dow                            | Hauptgürtel              |
| (16239) Dower                          | Hauptgürtel              |
| (3529) Dowling                         | Hauptgürtel              |
| (24027) Downs                          | Hauptgürtel              |
| (45073) Doyanrose                      | Hauptgürtel              |
| (90817) Doylehall                      | Hauptgürtel              |
| (24124) Dozier                         | Hauptgürtel              |
| (17602) Dr. G.                         | Hauptgürtel              |
| (22725) Drabble                        | Hauptgürtel              |
| (12498) Dragesco                       | Hauptgürtel              |
| (25115) Drago                          | Hauptgürtel              |
| (181419) Dragonera                     | Hauptgürtel              |
| (9022) Drake                           | Hauptgürtel              |
| (620) Drakonia                         | Hauptgürtel              |
| (13122) Drava                          | Hauptgürtel              |
| (6488) Drebach                         | Hauptgürtel              |
| (27974) Drejsl                         | Hauptgürtel              |
| (263) Dresda                           | Hauptgürtel              |
| (3053) Dresden                         | Hauptgürtel              |
| (15359) Dressler                       | Hauptgürtel              |
| (23452) Drew                           | Hauptgürtel              |
| (28707) Drewbecker                     | Hauptgürtel              |
| (6466) Drewesquivel                    | Hauptgürtel              |
| (25551) Drewhall                       | Hauptgürtel              |
| (4536) Drewpinsky                      | Hauptgürtel              |
| (31594) Drewprevost                    | Hauptgürtel              |
| (6317) Dreyfus                         | Hauptgürtel              |
| (4009) Drobyshevskij                   | Hauptgürtel              |
| (332733) Drolshagen                    | Hauptgürtel              |
| (5442) Drossart                        | Hauptgürtel              |
| (12240) Droste-Hülshoff                | Hauptgürtel              |
| (129312) Drouetdaubigny                | Hauptgürtel              |
| (18334) Drozdov                        | Hauptgürtel              |
| (4671) Drtikol                         | Hauptgürtel              |
| (3273) Drukar                          | Hauptgürtel              |
| (9705) Drummen                         | Hauptgürtel              |
| (4693) Drummond                        | Hauptgürtel              |
| (3804) Drunina                         | Hauptgürtel              |
| (121637) Druscillaperry                | Hauptgürtel              |
| (4970) Druyan                          | Hauptgürtel              |
| (1621) Druzhba                         | Hauptgürtel              |
| (18278) Dymas                          | Jupiter-Trojaner         |
| (314082) Dryope                        | Apollo-Typ               |
| (27397) D’Souza                        | Hauptgürtel              |
| (16271) Duanenichols                   | Hauptgürtel              |
| (25689) Duannihuang                    | Hauptgürtel              |
| (232409) Dubes                         | Hauptgürtel              |
| (1167) Dubiago                         | Hauptgürtel              |
| (6359) Dubinin                         | Hauptgürtel              |
| (9515) Dubner                          | Hauptgürtel              |
| (206241) Dubois                        | Hauptgürtel              |
| (2312) Duboshin                        | Hauptgürtel              |
| (5678) DuBridge                        | Hauptgürtel              |
| (11621) Duccio                         | Hauptgürtel              |
| (6221) Ducentesima                     | Hauptgürtel              |
| (12059) du Châtelet                    | Hauptgürtel              |
| (400) Ducrosa                          | Hauptgürtel              |
| (13059) Ducuroir                       | Hauptgürtel              |
| (9737) Dudarova                        | Hauptgürtel              |
| (26119) Duden                          | Hauptgürtel              |
| (8470) Dudinskaya                      | Hauptgürtel              |
| (3270) Dudley                          | Marsbahnkreuzer          |
| (20469) Dudleymoore                    | Hauptgürtel              |
| (8795) Dudorov                         | Hauptgürtel              |
| (564) Dudu                             | Hauptgürtel              |
| (367943) Duende                        | Aten-Typ                 |
| (9327) Duerbeck                        | Hauptgürtel              |
| (15338) Dufault                        | Hauptgürtel              |
| (3781) Dufek                           | Hauptgürtel              |
| (8797) Duffard                         | Hauptgürtel              |
| (5169) Duffell                         | Hauptgürtel              |
| (1961) Dufour                          | Hauptgürtel              |
| (110289) Dufu                          | Hauptgürtel              |
| (2772) Dugan                           | Hauptgürtel              |
| (19617) Duhamel                        | Hauptgürtel              |
| (20037) Duke                           | Marsbahnkreuzer          |
| (20218) Dukewriter                     | Hauptgürtel              |
| (571) Dulcinea                         | Hauptgürtel              |
| (10991) Dulov                          | Hauptgürtel              |
| (9059) Dumas                           | Hauptgürtel              |
| (43667) Dumlupınar                     | Hauptgürtel              |
| (9554) Dumont                          | Hauptgürtel              |
| (23617) Duna                           | Hauptgürtel              |
| (4306) Dunaevskij                      | Hauptgürtel              |
| (1962) Dunant                          | Hauptgürtel              |
| (3718) Dunbar                          | Hauptgürtel              |
| (2753) Duncan                          | Hauptgürtel              |
| (28493) Duncan-Lewis                   | Hauptgürtel              |
| (3368) Duncombe                        | Hauptgürtel              |
| (101461) Dunedin                       | Hauptgürtel              |
| (3123) Dunham                          | Hauptgürtel              |
| (4273) Dunhuang                        | Hauptgürtel              |
| (19694) Dunkelman                      | Hauptgürtel              |
| (6865) Dunkerley                       | Hauptgürtel              |
| (3291) Dunlap                          | Hauptgürtel              |
| (13849) Dunn                           | Hauptgürtel              |
| (13376) Dunphy                         | Hauptgürtel              |
| (26298) Dunweathers                    | Hauptgürtel              |
| (29825) Dunyazade                      | Hauptgürtel              |
| (18579) Duongtuyenvu                   | Hauptgürtel              |
| (1338) Duponta                         | Hauptgürtel              |
| (214485) Dupouy                        | Hauptgürtel              |
| (13031) Durance                        | Hauptgürtel              |
| (11499) Duras                          | Hauptgürtel              |
| (4389) Durbin                          | Hauptgürtel              |
| (6141) Durda                           | Marsbahnkreuzer          |
| (21888) Ďurech                         | Hauptgürtel              |
| (306019) Duren                         | Hauptgürtel              |
| (3104) Dürer                           | Hauptgürtel              |
| (157494) Durham                        | Hauptgürtel              |
| (5567) Durisen                         | Hauptgürtel              |
| (10330) Durkheim                       | Hauptgürtel              |
| (2231) Durrell                         | Hauptgürtel              |
| (14041) Dürrenmatt                     | Hauptgürtel              |
| (14054) Dušek                          | Hauptgürtel              |
| (23944) Dusser                         | Hauptgürtel              |
| (209148) Dustindeford                  | Hauptgürtel              |
| (20482) Dustinshea                     | Hauptgürtel              |
| (246842) Dutchstapelbroek              | Hauptgürtel              |
| (20272) Duyha                          | Hauptgürtel              |
| (23322) Duyingsewa                     | Hauptgürtel              |
| (2055) Dvořák                          | Marsbahnkreuzer          |
| (22249) Dvorets Pionerov               | Hauptgürtel              |
| (16241) Dvorsky                        | Hauptgürtel              |
| (173395) Dweinberg                     | Hauptgürtel              |
| (9497) Dwingeloo                       | Hauptgürtel              |
| (2591) Dworetsky                       | Hauptgürtel              |
| (27347) Dworkin                        | Hauptgürtel              |
| (2048) Dwornik                         | Hauptgürtel              |
| (4005) Dyagilev                        | Hauptgürtel              |
| (20207) Dyckovsky                      | Hauptgürtel              |
| (78434) Dyer                           | Hauptgürtel              |
| (33395) Dylanli                        | Hauptgürtel              |
| (13130) Dylanthomas                    | Hauptgürtel              |
| (13733) Dylanyoung                     | Hauptgürtel              |
| (200) Dynamene                         | Hauptgürtel              |
| (71489) Dynamocamp                     | Hauptgürtel              |
| (1241) Dysona                          | Hauptgürtel              |
| (7318) Dyukov                          | Hauptgürtel              |
| (3082) Dzhalil                         | Hauptgürtel              |
| (2756) Dzhangar                        | Hauptgürtel              |
| (3170) Dzhanibekov                     | Hauptgürtel              |
| (471143) Dziewanna                     | Transneptunisches Objekt |
| (3687) Dzus                            | Hauptgürtel              |